# Michail Anatoljewitsch Zfasman
Michail Anatoljewitsch Zfasman (russisch Михаил Анатольевич Цфасман; englische Transkription Michael Tsfasman; * 23. Juli 1954 in Moskau) ist ein russischer Mathematiker und Informatiker.
Zfasman besuchte das Moskauer Mathematische Gymnasium Nr. 2 und war 1971 auf der Mathematik-Olympiade Zweiter. Ab 1971 studierte er an der Lomonossow-Universität bei Igor Schafarewitsch und Parschin, bei dem er 1976 sein Diplom machte (mit Bogomolow als Gutachter). Danach war er bis 1979 als Mathematiker und Computer-Ingenieur am Institut für Elektrizität und Energetik in Moskau. 1983 wurde er bei Yuri Manin am Steklow-Institut in Leningrad promoviert (Rationale Punkte auf algebraischen Kurven und Flächen). 1983 bis 1985 war er Wissenschaftler am Institut für Probleme des Designs in Moskau und danach bis 1988 Leiter der Mathematik-Abteilung des Institut für die Entwicklung der Stadt Moskau. Ab 1988 arbeitete er an seiner Habilitation am Institut für Probleme der Informationsübertragung (IPPI) der Russischen Akademie der Wissenschaften in Moskau, die 1991 bei V. I. Levenshtein und anderen erfolgte (Global Fields, Error-Correcting Codes and Sphere Packings). Seit 1990 ist er dort Leitender Wissenschaftler im Dobrushin Labor. Seit 1998 ist er außerdem Professor und Vizepräsident der Unabhängigen Universität Moskau und seit 2001 Forschungsdirektor der CNRS am Institut de Mathematiques de Luminy bei Marseille. Er war unter anderem Gastwissenschaftler an der Universität Paris VII, der dänischen Technischen Universität in Lyngby, der Harvard University, der Universität Essen, der University of Michigan, der Technischen Universität Eindhoven und der Universität Amsterdam.
Zfasman befasst sich mit algebraischer Geometrie (mit Anwendungen in der Zahlentheorie) und Kodierungstheorie (und in diesem Zusammenhang mit Gittern und Kugelpackungen). Er ist bekannt für die Entwicklung von fehlerkorrigierenden Codes aus der algebraischen Geometrie, worüber er mehrere Bücher verfasste.
1984 erhielt er den Best Paper Award der IEEE Information Theory Group. Er ist ab 2002 Herausgeber des Moscow Mathematics Journal und der Übersetzung der Gesammelten Werke von Jean-Pierre Serre in russischer Sprache.

## Schriften
- mit B. E. Kunyavskii, A. N. Skorobogatov: Del Pezzo Surfaces of Degree Four, Memoires SMF 1989
- mit S. G. Vladuts: Algebraic Geometric Codes, Kluwer 1991
- mit V. V. Ostrik: Algebraische Geometrie und Zahlentheorie: Rationale und Elliptische Kurven, IUM-MCCME (Unabhängige Universität Moskau), Moskau 2001 (Russisch)
- mit Vladuts, D. Yu. Nogin: Algebraic Geometry Codes: Basic Notions, IUM-MCCME, Moskau 2003 (Russisch)
- Herausgeber mit Henning Stichtenoth: Coding Theory and Algebraic Geometry, Springer, Lecture Notes in Mathematics Band 1518, 1992
- Herausgeber des Sonderhefts über Algebro-geometrische Codes, IEEE Transactions on Information Theory, Band 41, 1995, Heft 6